# CoRoT-9 b
COROT-9b — экзопланета, которая обращается вокруг звезды COROT-9, на расстоянии в 1500 световых лет от Солнца в созвездии Змеи. Материнская звезда является практически двойником Солнца. Большая полуось планеты находится на расстоянии от своей звезды в 0.36 а. е., это крупнейшее расстояние из всех известных на настоящее время транзитных планет, и сравнимо с расстоянием от Солнца до Меркурия. Орбитальный период длится 95 дней, а транзит планеты длится 8 часов. Температура на поверхности планеты варьирует от −25 °C до 150 °C (по различным оценкам).

## Открытие
COROT-9b была обнаружена спутником COROT во время его нахождения на полярной орбите.
Провал в яркости очень слабой звезды (видимый блеск +13,7m, для уверенного нахождения требуется крупный телескоп) был случайно найден когда планета проходила перед звездой впоследствии на снимках. Открытие было анонсировано в 2010 году в День Святого Патрика, после 145 дней непрерывных наблюдений за звездой летом 2008 года.

## Масса и размеры
COROT-9b имеет массу в 0,84 MJ, которая была определена спектроспоком HARPS. Радиус планеты составляет 1,05 RJ, радиус был определён фотометром на основании кривой падения яркости звезды. Плотность планеты составляет, по оценкам учёных, около 0,96 г/см3, а ускорение свободного падения (g) — почти два земных (≈19 м/с2).

## Атмосфера и внешний вид
COROT 9b является первым газовым гигантом, который открыт методом транзита и не является горячим юпитером. Впервые астрономы смогут изучить относительно умеренную по условием планету (по температуре она лишь немногим горячее Земли). Изучить можно практически всё на планете, включая из чего состоят облака, состав атмосферы, температурное распределение и даже интерьер. Атмосфера состоит из водорода и гелия (также как на Юпитере или Сатурне), однако в состав планеты вплоть до 20 земных масс ожидается нахождение других элементов, таких как вода и горные породы при высоких давлениях и температурах.